# Karimganj
Karimganj là một thành phố và là nơi đặt ban đô thị (municipal board) của quận Karimganj thuộc bang Assam, Ấn Độ.

## Địa lý
Karimganj có vị trí 24°52′B 92°21′Đ / 24,87°B 92,35°Đ Nó có độ cao trung bình là 13 mét (42 feet).

## Nhân khẩu
Theo điều tra dân số năm 2001 của Ấn Độ, Karimganj có dân số 52.316 người. Phái nam chiếm 51% tổng số dân và phái nữ chiếm 49%. Karimganj có tỷ lệ 83% biết đọc biết viết, cao hơn tỷ lệ trung bình toàn quốc là 59,5%: tỷ lệ cho phái nam là 87%, và tỷ lệ cho phái nữ là 79%. Tại Karimganj, 9% dân số nhỏ hơn 6 tuổi.